# جيان قاسم
جيان قاسم (بالإنجليزية: Jean Kasem)‏ (و. 1955  م) هي ممثلة، وممثلة تلفزيونية، وممثلة صوت، وممثلة أفلام أمريكية، ولدت في بورتسموث، بدأت مشوارها المهني سنة 1982.

## التعليم
تعلمت في University of Guam ‏
.

## وصلات خارجية
- جيان قاسم على موقع IMDb (الإنجليزية)
- جيان قاسم على موقع ألو سيني (الفرنسية)
- جيان قاسم على موقع ميوزك برينز (الإنجليزية)
- جيان قاسم على موقع أول موفي (الإنجليزية)
- جيان قاسم على موقع قاعدة بيانات الأفلام السويدية (السويدية)
- جيان قاسم على موقع قاعدة بيانات الفيلم (الإنجليزية)
- جيان قاسم على موقع كينوبويسك (الروسية)